# Jiří Orten
Jiří Orten, właśc. Jiří Ohrenstein (ur. 30 sierpnia 1919 w Kutnej Horze, zm. 1 września 1941 w Pradze) – czeski poeta pochodzenia żydowskiego.

## Życiorys
Jiří Orten urodził się jako Jiří Ohrenstein w rodzinie zasymilowanych językowo i kulturowo czeskich Żydów. Był drugim z trzech synów Eduarda i Berty Ohrensteinów, drobnych przedsiębiorców prowadzących sklep. Dorastał w Kutnej Horze, chłonąc zarówno swoją religijną tradycję, jak i ukształtowaną przez chrześcijaństwo kulturę europejską.
Od wczesnych lat zdradzał zainteresowanie literaturą i teatrem. Ze sztuką zamierzał związać swoją karierę zawodową. Na przeszkodzie stanęła mu jednak wielka polityka. W 1939 roku Czechy znalazły się pod okupacją hitlerowskich Niemiec. W roku 1940 młody poeta był zmuszony odejść z konserwatorium. Poświęcił się wtedy wyłącznie literaturze, pracując dorywczo w różnych zawodach. Publikował pod pseudonimami. Debiutancki tomik Čítanka jaro (Czytanka wiosna) i zbiorek Cesta k mrazu (Droga w mróz) wydał pod nazwiskiem Karel Jílek, a poemat Jeremiášův pláč (Tren Jeremiasza) i zbiór Ohnice (Łopuchy) pod nazwiskiem Jiří Jakub. Trudna sytuacja coraz bardziej osaczonego poety odbiła się na jego twórczości. Na mocy zarządzeń okupanta nie wolno mu było opuszczać terenu Pragi. Dużym ciosem było dla niego rozstanie z ukochaną, Věrą, która opuściła poetę w obliczu zbliżającego się Holocaustu. Literackim świadectwem życia w okupowanym mieście są dzienniki. Były one zapisywane w zeszytach, których okładki dały tytuły kolejnym częściom: Modrá (Niebieska), Žíhaná (Prążkowana) i Červená (Czerwona).
30 sierpnia 1941 Orten został potrącony przez niemiecki ambulans wojskowy, w wyniku czego doznał ciężkiego urazu. Poetę przewieziono do ogólnodostępnego szpitala, kiedy jednak okazało się, że jest Żydem, kazano go zabrać do szpitala przeznaczonego tylko dla Żydów. 1 września 1941 Orten zmarł.

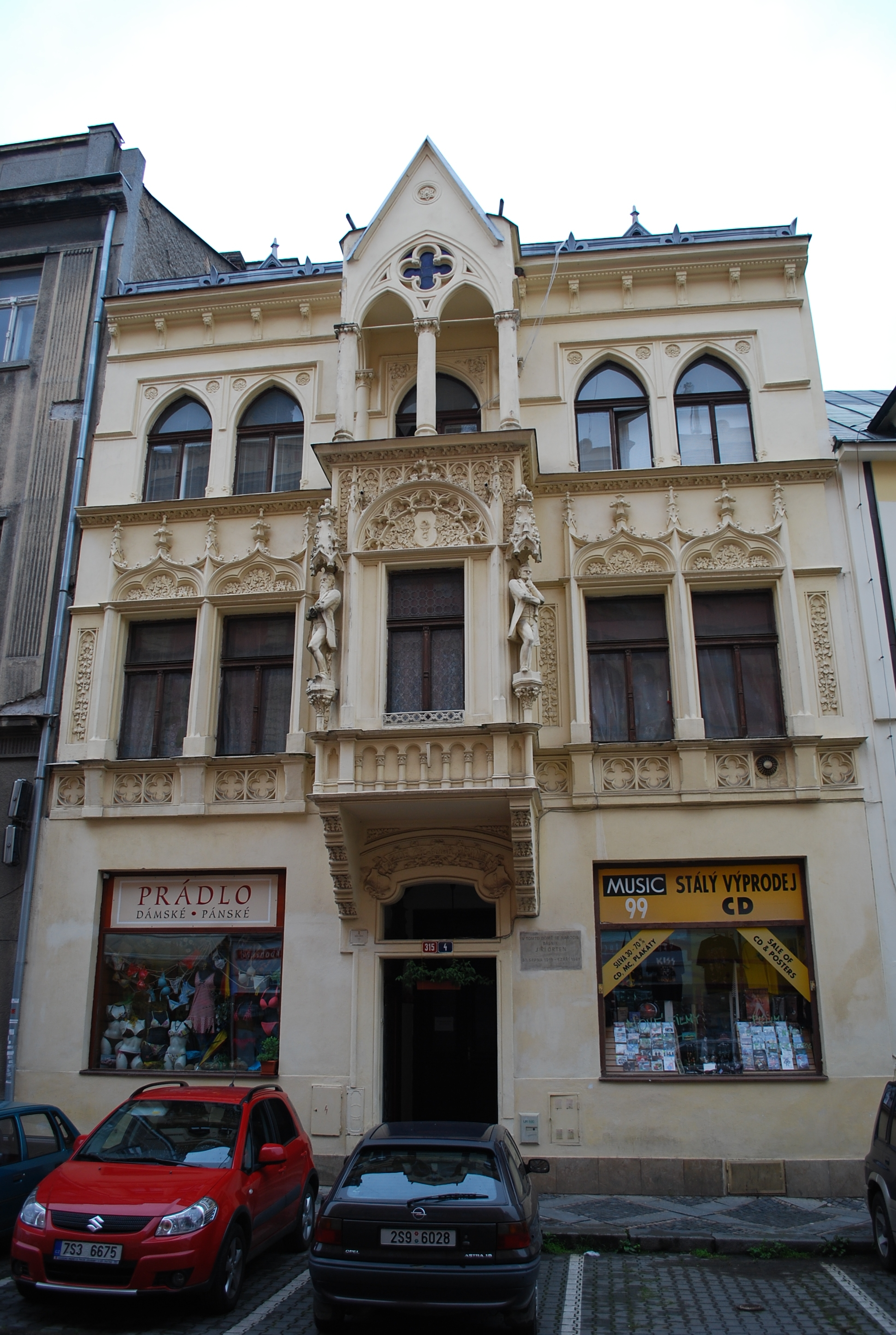
Miejsce urodzenia Ortena

Poezja Ortena, pozostająca pod dużym wpływem liryki Francisa Jammesa i Rainera Marii Rilkego, jak również Williama Szekspira jest głosem człowieka, który z dzieciństwa wszedł prosto w trudną i bolesną dorosłość. Poeta bardzo dobrze posługiwał się wierszem regularnym, zwłaszcza czeskim aleksandrynem, stosując urozmaicone środki instrumentacji głoskowej i gry słów (Pod každým slovem které váhá/a vázne v zubech váhající, Pod každým slovem; Cítím již na patře sám samet samoty).
Najważniejszym zbiorem Ortena są Elegie, zaś jego najpopularniejszym wierszem, pochodząca z tego właśnie tomiku, Elegia siódma:
Píši vám, Karino, a nevím, zda jste živa,
zda nejste nyní tam, kde se už netoužívá,
zda zatím neskončil váš nebezpečný věk.
Jste mrtva? Poproste tedy svůj náhrobek,
aby se nadlehčil. Poproste růže, paní,
aby se zavřely. Poproste rozpadání,
aby vám přečetlo list o mém rozpadu.
Smrt mlčí před verši.
(fragment)
Do grupy najwartościowszych liryków poety zalicza się też doskonały formalnie Jeremiášův pláč, nawiązujący do poezji biblijnej:
Ó, přísný Pane můj, prchlivý Bože hrůzy,
to tobě platí zpěv, jenž chvíli zastavil,
chvíli, k níž kráčel jsem bolestiplnou chůzí
a věky harcoval a s vesmírem se bil.
Od 1993 roku na pamiątkę poety w Kutnej Horze organizowany jest festiwal, w czasie którego przyznaje się nagrodę dla młodych autorów.
Na język polski utwory Ortena tłumaczyli między innymi Jacek Baluch, Wiktor Jarosław Darasz, Bogusław Sławomir Kunda, Tomasz M. Larczyński, Józef Waczków i Jan Zych.